# Erysimum marshallii
Erysimum x marshallii eller sommarkårel är en hybrid som beskrevs av Arthur Henfrey, och fick sitt gällande namn av Désiré Georges Jean Marie Bois. Erysimum × marshallii ingår i släktet kårlar, och familjen korsblommiga växter. Hybriden härstammar från korsningen mellan Erysimum humile och Erysimum perofskianum.

## Bildgalleri

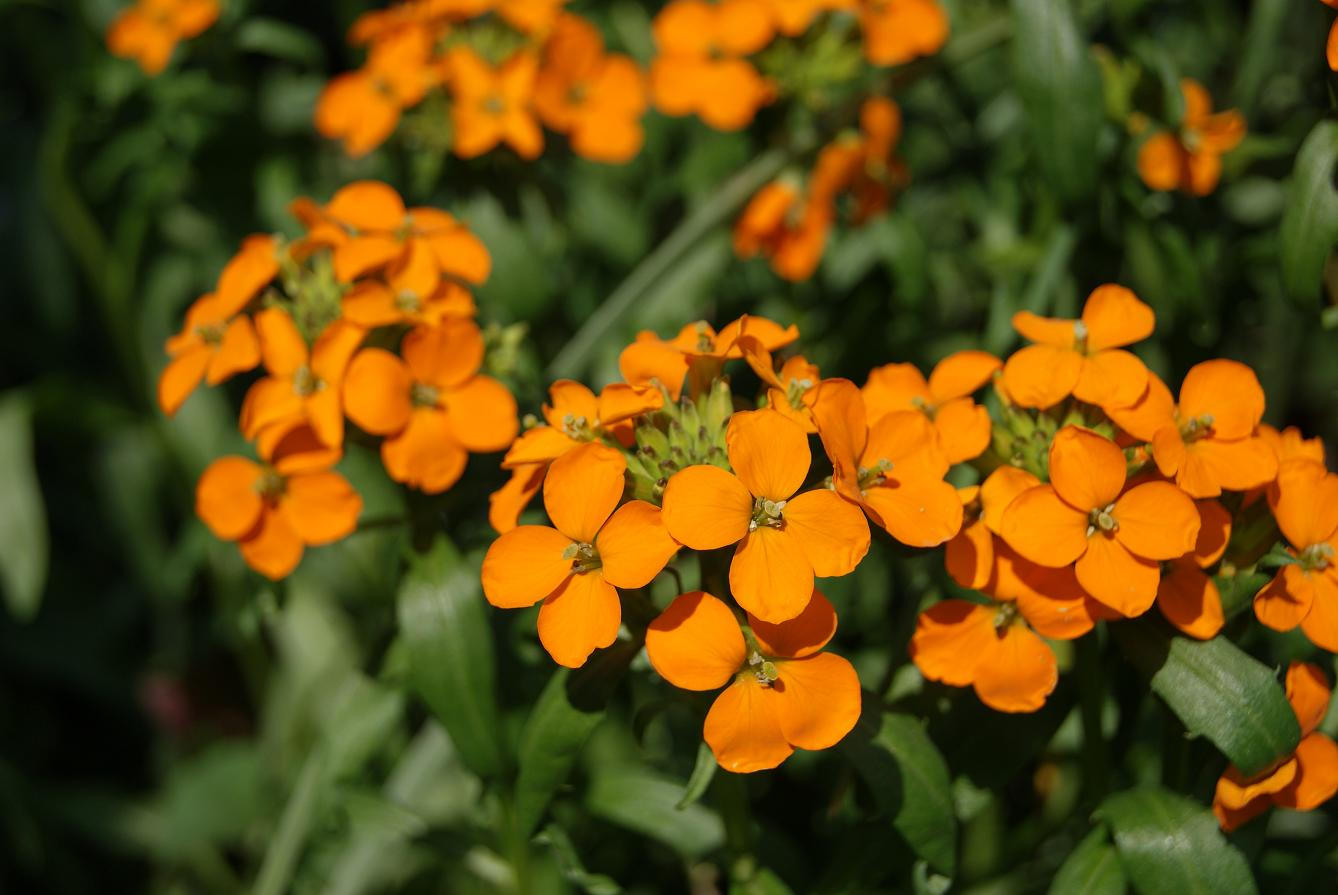
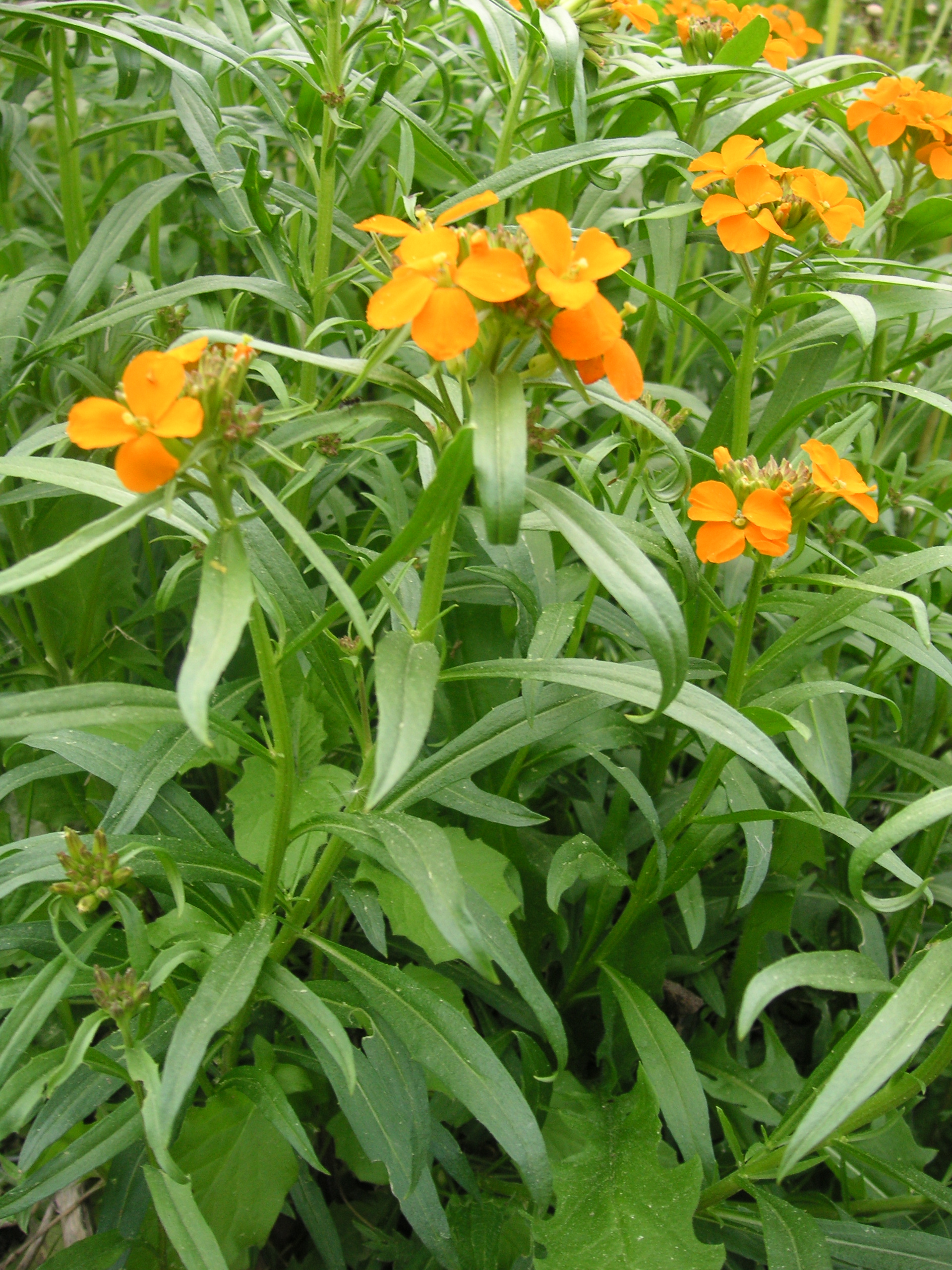
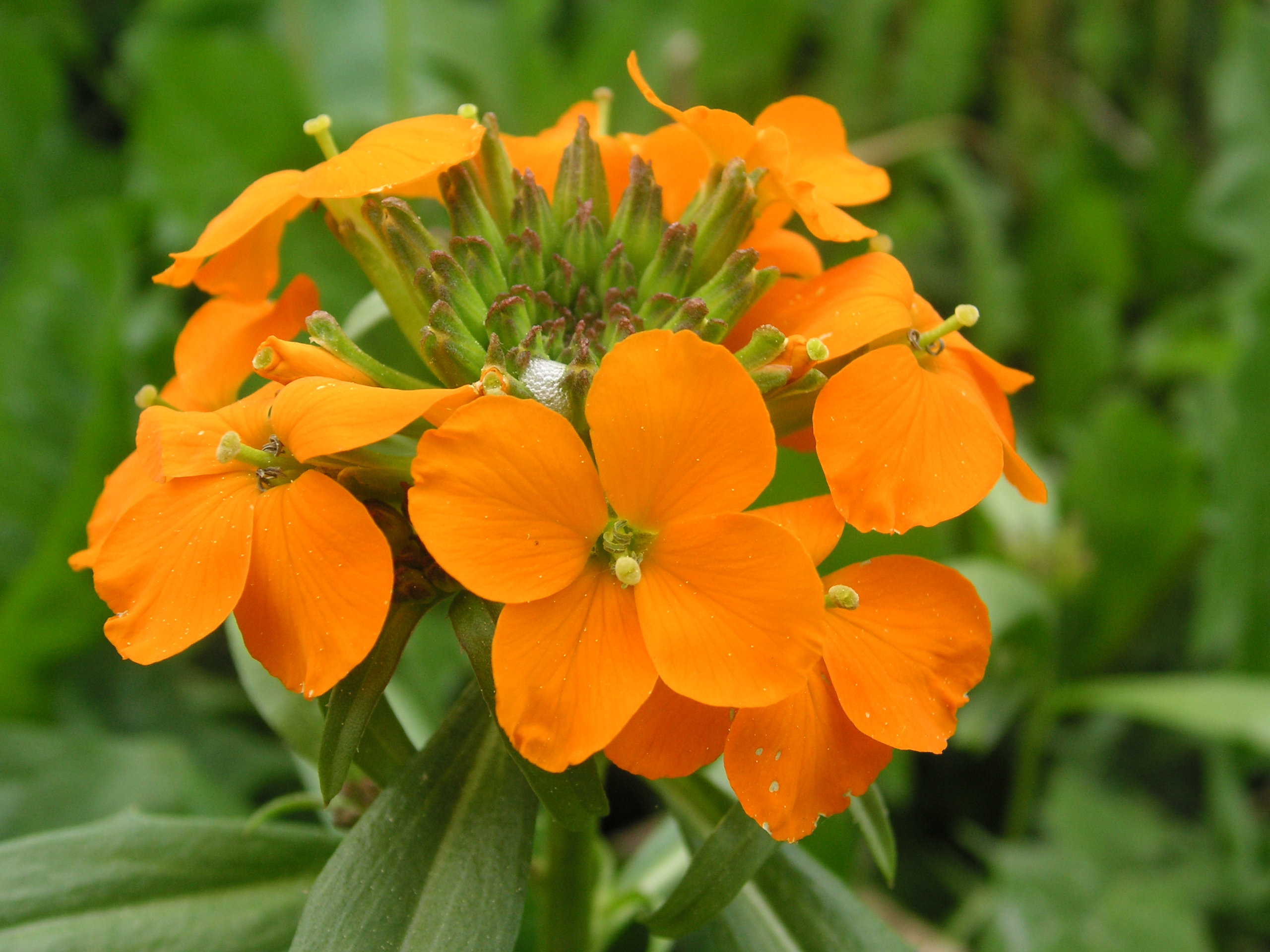
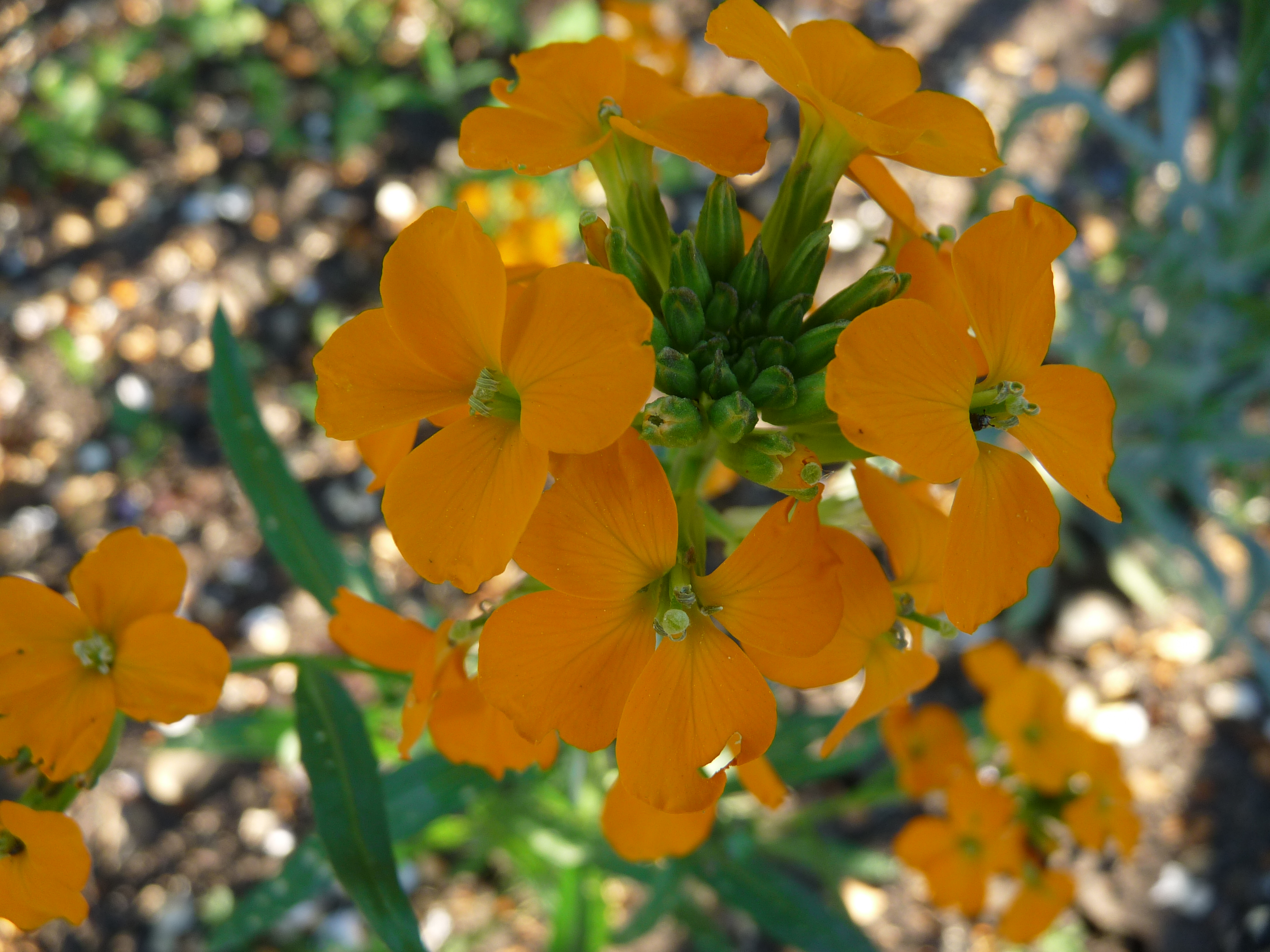
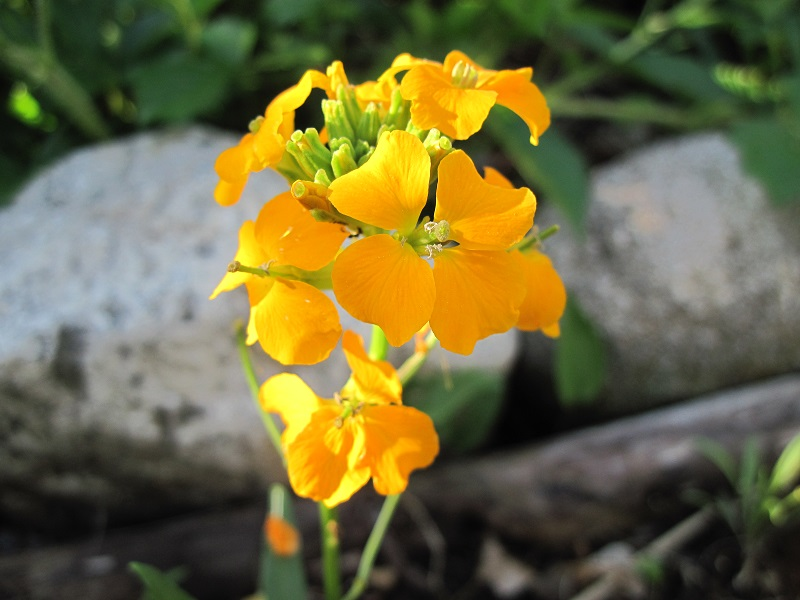